# La Chapelle-Enchérie

La Chapelle-Enchérie este o comună în departamentul Loir-et-Cher, Franța. În 1 ianuarie 2022 avea o populație de 211 de locuitori.